# Skowyt (zespół muzyczny)
Skowyt – polski zespół punkowy.

## Historia zespołu
Grupa zawiesiła działalność w 2017 roku. 

### Obecny skład zespołu[3]
- Łukasz „Ługi”[4] Mach – wokal
- Marcin Sikora – gitara basowa
- Arek Ślesicki[1] – gitara elektryczna
- Janek Zasztowt[5] – perkusja

## Dyskografia

### Albumy studyjne
- Achtung, Polen![6] (2012)
- Corrida[5][7] (2015)

### Single
- Jest nas dwóch[8] (2009)
- Achtung, Polen![9] (2011)
- Playboy[10] (2015)
- Tandeta[3] (2015)